# ターレス・マセド・トレド・コスタ
ターレス（Talles）もしくはターレス・コスタ（Talles Costa）ことターレス・マセド・トレド・コスタ（ポルトガル語: Talles Macedo Toledo Costa、2002年8月2日 - ）は、ブラジルのサッカー選手。ポジションはMF。

## クラブ歴
サンパウロに生まれ、2013年6月に11歳で地元のサンパウロFCの下部組織に加入。2021年4月14日にカンピオナート・パウリスタにスターティングメンバーとして出場し選手初出場を記録した。

## 代表歴
U-17代表として2019 FIFA U-17ワールドカップに出場した。